# Руис-Атиль, Кайс
Кайс Руис-Атиль (фр. Kays Ruiz-Atil; родился 26 августа 2002, Лион, Франция) — французский футболист, полузащитник клуба «Франс Борейнс».

## Футбольная карьера
Руис-Атиль — уроженец французского города Лион. До 7 лет ходил в местные спортивные школы «Жерлана» и «Лиона», затем был привлечён в академию «Барселоны». В 2015 году из-за запрета Барселоны на трансферы из-за нелегальных подписаний несовершеннолетних игроков Руис-Атиль перебрался в академию «Пари Сен-Жермен», что также спустя некоторое время было признано нарушением, однако в итоге никаких санкций к клубу и самому молодому игроку применено не было.
31 августа 2018 года Руис-Атиль подписал свой первый профессиональный контракт с клубом. Несмотря на все скандалы, связанные с его перемещениями, он также заключил большой контракт с Адидасом.
Начиная с сезона 2018/2019 Руис-Атиль выступает за молодёжную команду парижан. Участвовал в двух Юношеских лигах УЕФА 2018/2019 и 2019/2020. К сезону 2020/2021 готовился с основной командой, участвовал в товарищеских матчах. 10 сентября 2020 года дебютировал в Лиге 1, выйдя в стартовом составе на матч против «Ланса». Он провёл на поле 68 минут и был заменён на Колена Дагба.
12 мая 2022 года «Барселона B» расторгла с ним контракт из-за неспортивного поведения и дисциплинарных проблем.

## Семья
По отцу и по совместительству своему агенту Радуан Атилю имеет марокканское происхождение, в связи с чем вызывался в юношеские сборные этой страны.